# Crepidotaceae
Crepidotaceae es una familia de hongo basidiomiceto del orden Agaricales. Esta familia contiene 4 géneros y 100 especies aproximadamente. 